# Lee Iacocca
Lido Anthony "Lee" Iacocca (Allentown, 15 de outubro de 1924 - Bel Air, 2 de julho de 2019) foi um empresário estadunidense de ascendência italiana.

## Biografia
Considerado uma das pessoas mais representativas e inspiradoras da indústria automobilística do final do século XX e início do do século XXI, Iacocca tornou-se célebre por ter lançado o Mustang, o malfadado Ford Pinto, tendo sido demitido da Ford Motor Company, e por ter reerguido a Chrysler Corporation nos anos 1980. Foi presidente e CEO da Chrysler de 1978 até sua aposentadoria em 1992, além de o único executivo nos últimos anos a presidir as operações de duas das três grandes montadoras automobilísticas estadunidenses, o que ele fez durante diferentes anos.
Filho de imigrantes italianos, Iacocca também foi um conhecido autor, best seller de livros de negócios, liderança e governança corporativa. Foi considerado o 18° melhor CEO estadunidense da história pela revista "Portfolio, The Magazine of the Fine Arts".

## Morte
Iacocca morreu em 2 de julho de 2019 em sua casa em Bel Air, Los Angeles, Califórnia aos 94 anos.

## Prêmios e Honrarias
- Em 1985, Iacocca recebeu o Prêmio S. Roger Horchow Award de Melhor Serviço Público por um cidadão privado, um prêmio concedido anualmente pela Jefferson Awards Foundation.
- Em 2009, foi considerado o 18° melhor CEO estadunidense da história pela revista "Portfolio, The Magazine of the Fine Arts"[3]